# Nick Cannon (album)
Nick Cannon er debutalbummet af den American raper Nick Cannon og blev udgivet i USA den 9. december 2003. Den indeholder sange som "Gigolo" (med R. Kelly), der opnåede en plads som nummer 9 på U.S. U.S. Rap liste og som nummer 24 på Billboard Hot 100 i 2004. Albummet er produceret af Nick Cannon selv, Just Blaze, R. Kelly, Kovas og Poke & Tone.

## Sporliste
1. "Get Crunk Shorty" (med Ying Yang Twins & Fat Man Scoop)
2. "Feelin' Freaky" (med B2K)
3. "Gigolo" (med R. Kelly)
4. "When Ever You Need Me" (med Mary J. Blige)
5. "You"
6. "I Used To Be Loved" (med Joe)
7. "My Rib"
8. "Attitude"
9. "Main Girl" (med Nivea)
10. "My Mic" (med Biz Markie)
11. "I Owe You"
12. "Your Pops Don't Like Me (I Really Don't Like This Dude)"